# Gazprom Hungarian Open 2018
Il Gazprom Hungarian Open 2018 è stato un torneo di tennis giocato sulla terra rossa nella categoria ATP Tour 250 nell'ambito dell'ATP World Tour 2018. È stata la seconda edizione del torneo. Si è giocato al Nemzeti Edzés Központ di Budapest, in Ungheria, dal 23 al 29 aprile 2018.

## Partecipanti

### Teste di serie
| Nazionalita          | Giocatore          | Ranking* | Testa di serie |
| -------------------- | ------------------ | -------- | -------------- |
| Francia              | Lucas Pouille      | 11       | 1              |
| Bosnia ed Erzegovina | Damir Džumhur      | 31       | 2              |
| Francia              | Richard Gasquet    | 34       | 3              |
| Canada               | Denis Shapovalov   | 45       | 4              |
| Slovenia             | Aljaž Bedene       | 58       | 5              |
| Ungheria             | Márton Fucsovics   | 59       | 6              |
| Germania             | Jan-Lennard Struff | 61       | 7              |
| Italia               | Andreas Seppi      | 62       | 8              |

* Ranking al 16 aprile 2018.

### Altri partecipanti
I seguenti giocatori hanno ricevuto una wild card per il tabellone principale:
- Attila Balázs
- Aleksandr Bublik
- Zsombor Piros

I seguenti giocatori sono entrati nel tabellone principale passando dalle qualificazioni:

- Matteo Berrettini
- Hubert Hurkacz
- Lorenzo Sonego
- Jürgen Zopp

I seguenti giocatori sono entrati in tabellone come lucky loser:
- Marco Cecchinato
- Yannick Maden

## Campioni

### Singolare
Marco Cecchinato ha battuto in finale  John Millman con il punteggio di 7-5, 6-4.
- È il primo titolo in carriera per Cecchinato.

### Doppio
Dominic Inglot /  Franko Škugor hanno battuto in finale  Matwé Middelkoop /  Andrés Molteni con il punteggio di 6(8)–7, 6-1, [10-8].